# Můj vzkaz doletí
Můj vzkaz doletí (2011) je studiové album písničkáře Adama Katony. Obsahuje 16 autorských písní. Žánrově se pohybuje na pomezí folku, country - rocku, i gospelu a chansonu. Booklet vytvořil Jan Kulka.

## Seznam písniček
1. Příště si to zjisti 2:22
2. Srdce 3:29
3. Balada Karolíně 3:00
4. Na vysoké volné noze 3:10
5. Úkol 4:12
6. Normální chlap 2:25
7. Scény z šatny 3:29
8. Doma 2:33
9. Ztratil se pes Krastík 1:49
10. Když bolí 2:31
11. Princezna 2:23
12. Regéčko 1:20
13. Píseň českého hlídače 3:02
14. Hospůdka v Kotvrdovicích 4:25
15. Žárovičky ve tmě 2:03
16. Má láhev dopluje a můj vzkaz doletí 2:45

## Obsazení
- Adam Katona – zpěv, kytary, aranžmá
- Richard Jan Müller – elektrické kytary, klavír, bicí, baskytara, foukací harmonika, aranžmá
- Petra Mikešová - zpěv